# Артавазик
Артавазик (арм. Արտավազիկ եկեղեցի; также известная Бюраканская церковь) — армянская церковь VII века, расположена 1 км восточнее от села Бюракан Арагацотнской области Армении, на южном склоне горы Арагац.

## История
Среди культовых сооружений раннего средневековья в Армении особое место занимают малые центрические памятники, к числу которых относится и церковь Артавазик VII века. Армянская средневековая архитектура была феодальной по своей социальной природе. Ее творцами были вышедшие из народа замечательные мастера, остававшиеся большей частью безымянными. Строительство осуществлялось под присмотром надзирателей, находившихся на службе у князей. Работами непосредственно руководил архитектор, деятельность которого была отделена от работы обычных мастеров. Архитектор сам изготовлял модели и, возможно, шаблоны наиболее ответственных узлов.
Церковь Артавазик известна научным кругам с XIX века, но его изучение началось с кратких заметок Анатолия Якобсона (схематический обмер был выполнен им в 1929 году) и Степана Мнацаканяна. Подробнее церковь исследовалась В. Григоряном в рамках его монографии о крестообразных памятниках Армении.
Церковь отличается оригинальностью в армянской средневековой церковной архитектуре. В исторических источниках церковь не упоминается, литографических надписей на месте не сохранилось. По одной из версий, церковь получила название Артавазик в честь ее строителя Артавазда. Сегодня церковь находится в полуразрушенном состоянии, большая часть крыши и купола рухнула.
По сообщению О. Шаххатунянца, Артавазик был разрушен наводнением 1840 года. Сохранились стены трех рукавов, кроме южного, а также дополнительное помещение в углу между северным и восточным рукавами. В 1958 году церковь реставрировалась Управлением по охране памятников Армении. Тогда над западным рукавом был восстановлен свод и сделано новое кровельное покрытие, законсервированы другие фрагменты. Ротонда рухнула около 2005 года и пока не восстановлена.

## Устройство церкви
Построенная из красного и черного туфа, церковь представляет собой крестово-купольное здание и относится к типу малых однонефных церквей. С северо—восточной стороны находится хранилище. Западный фасад украшен парой полуколонн. Переход к восьмиугольному барабану купола (ныне снесен) — трубный. Колокольня стройных пропорций была построена на крыше западного крыла в XIII веке. На восточной стороне церкви стоит хачкар XIII века. Церковь была перестроена первый раз в XII веке, второй раз в 1959—1960 годах.
Основательный ремонт здания произведен в XIII веке, когда были изменены наклоны крыш, а над западным рукавом появилась ротонда—звонница.

## Реставрация церкви
Реставрационные работы начались в 2017 году. За ходом работ наблюдал министр культуры Армении Армен Амирян, 28 октября посетивший храм в сопровождении журналистов.
Строители уже  отремонтировали часть пола. Местами порушены  своды, стены – в  южной  части они совсем обрушились. Реставрируется крыша, решается вопрос ее осушения  и системы стока воды.
Плана общей реконструкции пока нет из-за нехватки денег. На реставрацию храма правительство Армении выделило из бюджета 11 млн драмов (около 1,9 млн рублей).